# 鴨のオレンジソース添え
鴨のオレンジソース添え（かものオレンジソースぞえ、Duck à l'orange）は、ローストダックとビガラードソースからなるフランス料理で、中流階級の家庭料理であるブルジョア料理の1つである。
鴨のオレンジ煮(Canard à l'orange)は、ローストではなく、鴨を煮込んで用いる別の料理であり、この場合、スプーンで切れるほど柔らかくする。

## バリエーション
鴨のオレンジソース添えは、1960年代にイギリス及びアメリカ合衆国で流行した英語圏風のフランス料理である。
Vịt nấu camは、スパイスを加えた、ベトナム風の鴨のオレンジソース添えである。